# Vasco Vilalva
Vasco Maria Eugénio de Almeida, 2.º Conde de Vilalva (30 de Agosto de 1913 — Lisboa, 11 de Agosto de 1975) foi um filantropo e mecenas português.
Foi o criador da Fundação Eugénio de Almeida em 1963.

## Biografia
Vasco Vilalva, filho de José Maria Eugénio de Almeida (anterior Conde de Vilalva) e de Maria Antónia viveu parte da sua infância numa casa situada na Boca do Inferno com o seu pai e madrasta, pois a sua mãe faleceu quando ele e seu único irmão José Maria, eram ainda crianças.
Engenheiro agrónomo pelo Instituto Superior de Agronomia. Em 1948 casou com Maria Tereza Ortigão Burnay de Almeida Bello.

## Distinções honrosas[3]

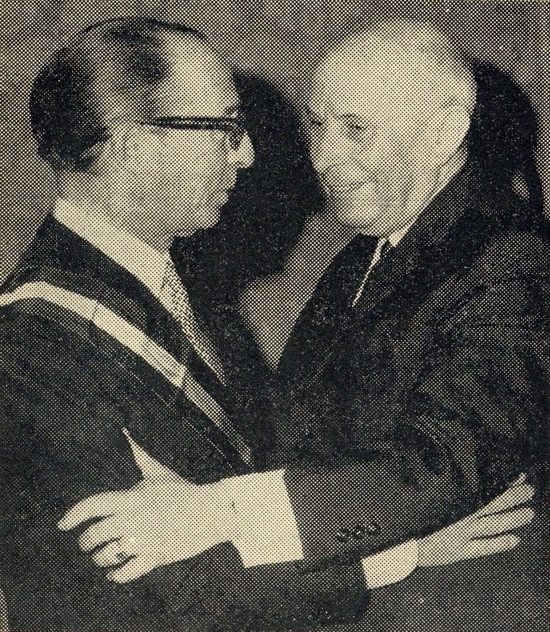
O Presidente Américo Tomás condecora o Conde de Vilalva com a Grã-Cruz da Ordem da Benemerência em 1969

- 1950 – Comendador da Ordem de Benemerência (18 de dezembro)[4]
- 1954 – Equitem Commendatorem Ordinis Sancti Gregorii Magni – Comendador da Ordem de São Gregório Magno – e sua esposa com a Pró-Eclesia Et Pontífice, por Sua Santidade o Papa Pio XII
- 1957 – Grande-Oficial da Ordem de Benemerência, pelo Chefe de Estado (11 de outubro)[4]
- 1961 – Medalha de Prata da mesma Ordinis Sancti Gregorii Magni, por Sua Santidade o Papa João XXIII
- 1963 – Carta da Irmandade da Companhia de Jesus, pelo Geral desta Companhia, o Rev. Pe. João Baptista Janssens (sob proposta do Provincial da Província Portuguesa da Companhia de Jesus
- 1969 – Grã-Cruz da Ordem de Benemerência, pelo Chefe de Estado (13 de agosto)[4]
- 1973 – Nomeação como Vogal das Ordens de Mérito Civil e em 1974, Chanceler das Ordens de Mérito Civil
- 1976 – 1 ano após a sua morte, homenagem com a inauguração da Avenida Conde de Vill’Alva, por iniciativa da Câmara Municipal;